# Herbert Laumen
Herbert Laumen (* 11. srpna 1943 Mönchengladbach) je bývalý německý fotbalista, útočník.

## Fotbalová kariéra
V německé bundeslize hrál za Borussii Mönchengladbach, Werder Brémy a 1. FC Kaiserslautern, nastoupil ve 267 ligových utkáních a dal 11 gólů. V letech 1970 a 1971 získal s Borussií Mönchengladbach mistrovský titul. V Poháru mistrů evropských zemí nastoupil ve 4 utkáních a dal 5 gólů. Za reprezentaci Německa nastoupil v roce 1968 ve 2 utkáních a dal 1 gól. Kariéru končil ve francouzské Ligue 1 v týmu FC Metz a v nižší německé lize v týmu SpVgg Neu-Isenburg.

## Ligová bilance
| Ročník                                    | Zápasy | Góly | Klub                     |
| ----------------------------------------- | ------ | ---- | ------------------------ |
| Fußball-Oberliga West 1962/1963           | 15     | 6    | Borussia Mönchengladbach |
| 2. německá fotbalová Bundesliga 1963/1964 | 20     | 9    | Borussia Mönchengladbach |
| 2. německá fotbalová Bundesliga 1964/1965 | 26     | 6    | Borussia Mönchengladbach |
| Německá fotbalová Bundesliga 1965/1966    | 22     | 6    | Borussia Mönchengladbach |
| Německá fotbalová Bundesliga 1966/1967    | 31     | 18   | Borussia Mönchengladbach |
| Německá fotbalová Bundesliga 1967/1968    | 34     | 19   | Borussia Mönchengladbach |
| Německá fotbalová Bundesliga 1968/1969    | 34     | 15   | Borussia Mönchengladbach |
| Německá fotbalová Bundesliga 1969/1970    | 34     | 19   | Borussia Mönchengladbach |
| Německá fotbalová Bundesliga 1970/1971    | 31     | 20   | Borussia Mönchengladbach |
| Německá fotbalová Bundesliga 1971/1972    | 31     | 10   | Werder Brémy             |
| Německá fotbalová Bundesliga 1972/1973    | 29     | 8    | Werder Brémy             |
| Německá fotbalová Bundesliga 1973/1974    | 21     | 6    | 1. FC Kaiserslautern     |
| Ligue 1 1974/1975                         | 19     | 4    | FC Metz                  |
| CELKEM Německá fotbalová Bundesliga       | 267    | 121  |                          |
| CELKEM Ligue 1                            | 19     | 4    |                          |